# (16251) Barbifrank
(16251) Barbifrank (2000 HX48) – planetoida z grupy pasa głównego asteroid okrążająca Słońce w ciągu 3,78 lat w średniej odległości 2,43 j.a. Odkryta 29 kwietnia 2000 roku.